# Рио-Камуй
Национальный пещерный парк Рио-Камуй — национальный парк, расположенный на северо-западе главного острова государства Пуэрто-Рико.

## Описание
Известная достопримечательность острова Пуэрто-Рико, расположенная в третьей по величине в мире карстовой области. Славится своими уникальными известняковыми образованиями, а также большим количеством разнообразных пещер.
Находящаяся здесь подземная река Камай является одной из самых длинных подземных рек в мире. Можно спуститься[откуда?] по верёвке к пещере Катедраль-Кейв. На стенах этой пещеры были обнаружены 42 петроглифа таино.